# Johann Gottfried Rösner

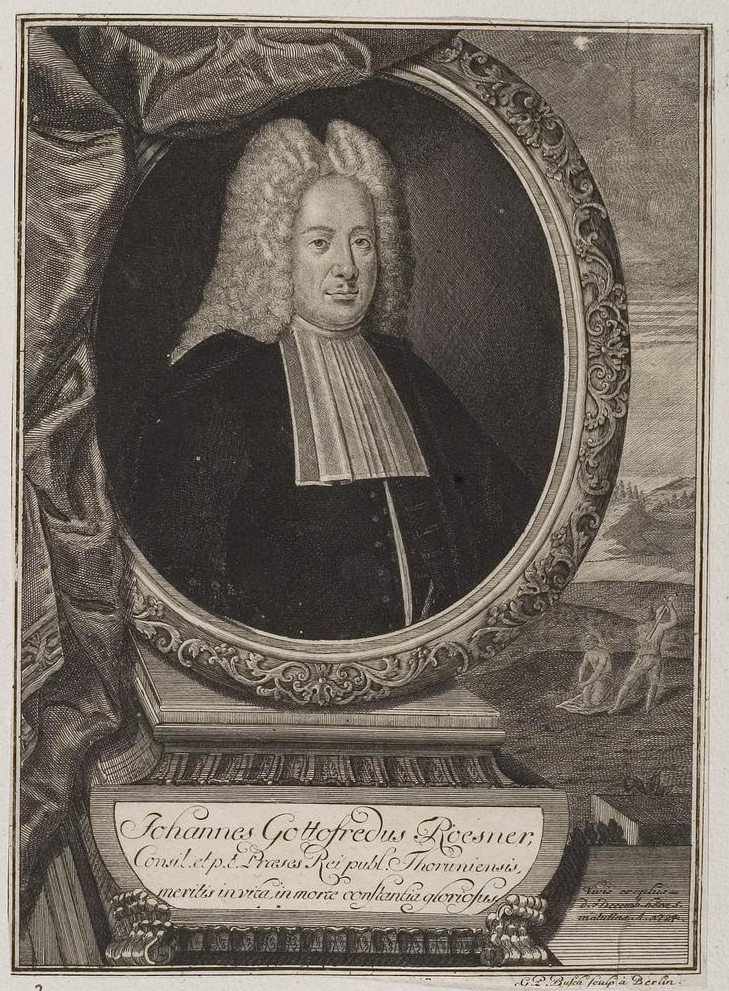
Johannes Gottfried Roesner, Kupferstich in Jakob Heinrich Zerneckes Thorner Chronik, 1727

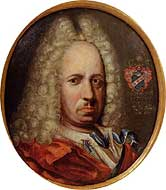
Johann Gottfried Rösner, Anonym, ca. 1730, Städtisches Museum Toruń

Johann Gottfried Rösner (* 11. Novemberjul. / 21. November 1658greg. in Züllichau, Neumark, Kurfürstentum Brandenburg; † 7. Dezember 1724 in Thorn, Polnisch Preußen, Königreich Polen) war von 1703 bis 1724 Bürgermeister von Thorn. Er wurde wegen Ausschreitungen in der Stadt hingerichtet.

## Leben
Sein Vater war protestantischer Ratsherr und Kaufmann in Fraustadt und lebte zeitweise in Züllichau.
Johann Gottfried Rösner besuchte das Gymnasium in Thorn. Seit 1679 studierte er in Leipzig, dann in Frankfurt an der Oder Recht, bis 1693.
1687 wurde Rösner Stadtsekretär in Thorn. Nach der Heirat mit Anna Katharina Kisling, der Tochter eines Bürgermeisters 1694 wurde er 1698 erstmals zum Ratsherrn ernannt. 1703 wurde Johann Gottfried Rösner einer von vier Bürgermeistern der Stadt. Er war zeitweise turnusmäßig Präsident (vorsitzender Bürgermeister) oder Burggraf (offizieller Vertreter des polnischen Königs), seit 1706 auch Kurator des Gymnasiums. In seine Amtszeit fielen der Nordische Krieg und eine Pestepidemie, die die Stadt schwer beeinträchtigten. Rösner war Kaufmann und betrieb eine private Branntweinbrennerei, die in Konkurrenz zur städtischen stand, weswegen es heftige Zwistigkeiten zwischen einigen Ratsherren und ihm gab.
1724 kam es zum Thorner Blutgericht zwischen protestantischen und katholischen Gymnasiasten in der Stadt, in deren Folge das Jesuitenkloster schwer verwüstet wurde. Rösner schritt nicht ausreichend resolut dagegen ein und wurde daraufhin von den Jesuiten angeklagt und vom Hofgericht in Warschau zum Tode verurteilt. Einen Übertritt zum katholischen Glauben, womit er sein Leben hätte retten können, lehnte er vehement ab. 
Petitionen und Proteste auch vom preußischen König Friedrich Wilhelm konnten die Hinrichtung mit neun weiteren Bürgern nicht verhindern.